# 황강시
황강(황강, 중국어: 黃冈, 병음: Huánggāng)은 중화인민공화국 후베이성의 동부에 위치한 지급시이다. 장강 중류의 북안에 위치하고 북쪽은 다볘산맥을 따라 경계선이 그어진다.

## 경제
황강은 생물학과 약초 의학에서 제조업, 농업, 관광업에 이르기까지 다양화된 경제를 갖추고 있다. 고대부터 황강은 치춘의 네 가지 보물(뱀, 거북, 대나무, 뜸쑥)과 황메이의 톄오화 자수, 우쉐의 장수이첸 죽세공품과 같은 지역 특산품으로 유명했다. 오늘날 황강은 주로 유기농 야채의 생산지로 인식되고 있다. 구이화샹 밤을 생산하는 뤄톈은 중국 전체의 밤 생산에서 선도적인 위치에 있다. 잉산은 운무 녹차로 유명하다. 치춘은 물론 약초 의학으로 유명하다. 마청은 축산업의 국가적 모범이 되는 현이다. 황메이는 담수 새우와 향긋한 옥미를 생산한다. 그리고 훙안의 땅콩 생산은 후베이 성에서 1위를 차지하고 있다.

## 교통
황강은 우수한 교통 기반시설을 갖추고 있다. 서쪽으로 우한 공항과 90km 떨어져있고 동쪽으로 장시성의 주장 공항과 160km 떨어져있다. 장강(창강)을 낀 우한의 주요 항구가 80km 이내에 있고 황저우구에는 소규모의 항구가 있다. 주요 도시 지역내에 3개의 남북방향의 도로와 7개의 동서방향의 도로가 있어 광범위한 도로망을 갖추고 있다. 도시에는 징주 고속도로(베이징-주하이)와 우한-상하이 간 고속도로를 포함한 몇 개의 새로운 고속도로가 있다. 황강에는 또한 남과 북을 잇는 주요 철로인 징주 철도(베이징-홍콩)와 징광 철도(베이징-광저우)가 있다. 그리고 도로가 창강을 가로지르고 어저우, 황스, 주장으로 가는 3개의 다리가 있다.

## 유명 인물
- 필승 - 송나라 때의 활판인쇄술의 발명가
- 정이 - 고대의 이상주의 철학자
- 이시진 - 약초학자로 고대의 의학 고전인 본초강목의 저자이다.
- 리쓰광 - 지질학자
- 린뱌오 - 중국10대원수 중 한 명이었다.
- 둥비우 - 중화인민공화국의 정치가
- 원이둬 - 시인
- 슝스리 - 현대의 중국인 철학자

또한 황강은 유명한 정치적, 군사적 지도자를 많이 길러냈다. 훙간현은 "장군의 현"으로 알려져다. 400명이 넘는 중국인 육군 대장들이 이곳에서 태어났으며 이것은 중국의 어떤 다른 현보다도 많은 것이다. 더욱이 예전에 군인이자 중국의 주석이었던 리셴녠이 훙간현에서 태어났다.

## 기후
| 황강시의 기후                                                 | 황강시의 기후 | 황강시의 기후 | 황강시의 기후 | 황강시의 기후 | 황강시의 기후 | 황강시의 기후 | 황강시의 기후 | 황강시의 기후 | 황강시의 기후 | 황강시의 기후 | 황강시의 기후 | 황강시의 기후 | 황강시의 기후   |
| 월                                                            | 1월           | 2월           | 3월           | 4월           | 5월           | 6월           | 7월           | 8월           | 9월           | 10월          | 11월          | 12월          | 연간            |
| ------------------------------------------------------------- | ------------- | ------------- | ------------- | ------------- | ------------- | ------------- | ------------- | ------------- | ------------- | ------------- | ------------- | ------------- | --------------- |
| 역대 최고 기온 °C (°F)                                        | 20.7 (69.3)   | 28.7 (83.7)   | 30.0 (86.0)   | 33.9 (93.0)   | 36.1 (97.0)   | 37.8 (100.0)  | 39.7 (103.5)  | 40.0 (104.0)  | 39.3 (102.7)  | 34.9 (94.8)   | 29.7 (85.5)   | 22.2 (72.0)   | 40.0 (104.0)    |
| 일평균 최고 기온 °C (°F)                                      | 8.3 (46.9)    | 11.3 (52.3)   | 16.0 (60.8)   | 22.4 (72.3)   | 27.2 (81.0)   | 30.1 (86.2)   | 33.1 (91.6)   | 32.9 (91.2)   | 29.0 (84.2)   | 23.5 (74.3)   | 17.2 (63.0)   | 11.0 (51.8)   | 21.8 (71.3)     |
| 일일 평균 기온 °C (°F)                                        | 4.7 (40.5)    | 7.4 (45.3)    | 11.7 (53.1)   | 17.8 (64.0)   | 22.7 (72.9)   | 26.1 (79.0)   | 29.2 (84.6)   | 28.6 (83.5)   | 24.6 (76.3)   | 18.9 (66.0)   | 12.7 (54.9)   | 7.0 (44.6)    | 17.6 (63.7)     |
| 일평균 최저 기온 °C (°F)                                      | 1.9 (35.4)    | 4.4 (39.9)    | 8.4 (47.1)    | 14.1 (57.4)   | 19.1 (66.4)   | 23.0 (73.4)   | 26.0 (78.8)   | 25.4 (77.7)   | 21.3 (70.3)   | 15.5 (59.9)   | 9.4 (48.9)    | 4.0 (39.2)    | 14.4 (57.9)     |
| 역대 최저 기온 °C (°F)                                        | −6.0 (21.2)   | −7.4 (18.7)   | −1.9 (28.6)   | 3.1 (37.6)    | 10.0 (50.0)   | 13.3 (55.9)   | 19.0 (66.2)   | 17.0 (62.6)   | 11.7 (53.1)   | 4.4 (39.9)    | −2.8 (27.0)   | −8.0 (17.6)   | −8.0 (17.6)     |
| 평균 강수량 mm (인치)                                         | 55.3 (2.18)   | 74.8 (2.94)   | 104.8 (4.13)  | 149.8 (5.90)  | 174.5 (6.87)  | 217.6 (8.57)  | 228.6 (9.00)  | 119.9 (4.72)  | 70.7 (2.78)   | 67.9 (2.67)   | 56.6 (2.23)   | 32.4 (1.28)   | 1,352.9 (53.27) |
| 평균 강수일수 (≥ 0.1 mm)                                      | 10.3          | 11.2          | 13.5          | 12.2          | 12.1          | 13.0          | 12.0          | 10.2          | 7.6           | 8.4           | 9.0           | 7.2           | 126.7           |
| 평균 강설일수                                                 | 3.6           | 1.9           | 0.7           | 0             | 0             | 0             | 0             | 0             | 0             | 0             | 0.3           | 1.2           | 7.7             |
| 평균 상대 습도 (%)                                            | 78            | 78            | 77            | 77            | 77            | 80            | 79            | 78            | 76            | 75            | 76            | 75            | 77              |
| 평균 월간 일조시간                                            | 106.5         | 108.5         | 132.0         | 161.7         | 175.7         | 165.5         | 218.0         | 233.6         | 189.8         | 168.0         | 145.5         | 131.2         | 1,936           |
| 가능 일조율                                                   | 33            | 34            | 35            | 42            | 41            | 39            | 51            | 58            | 52            | 48            | 46            | 42            | 43              |
| 출처: 중국기상국 (평년값: 1991년~2020년, 극값: 1981년~2010년) |               |               |               |               |               |               |               |               |               |               |               |               |                 |

## 행정 구역

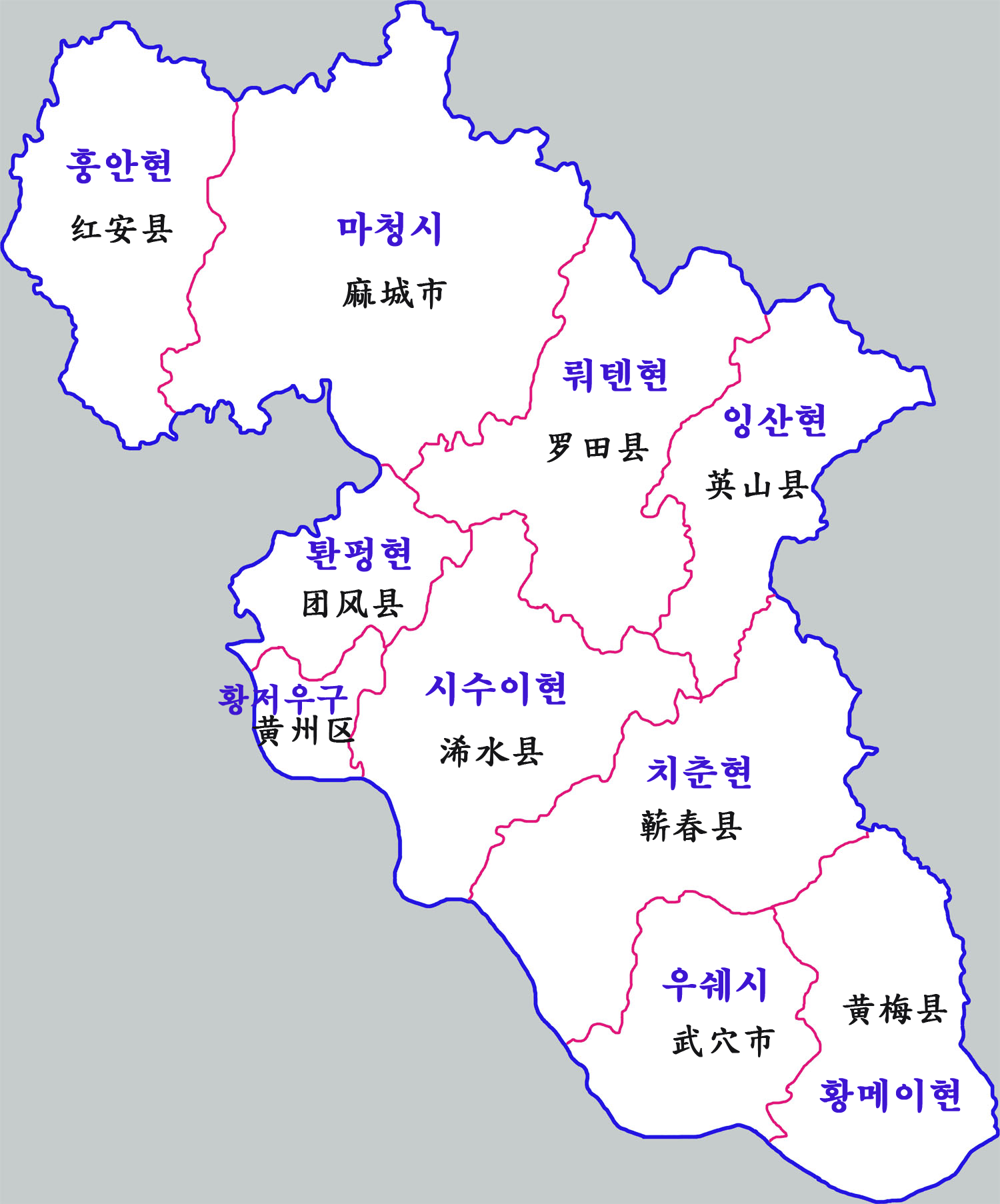
황강시 현급구역

1개의 시할구와 2개의 현급시, 7개의 현을 관할한다.
시할구
- 황저우구(黄州区)

현급시
- 마청시(麻城市)
- 우쉐시(武穴市)

현
- 훙안현(红安县)
- 뤄톈현(罗田县)
- 잉산현(英山县)
- 시수이현(浠水县)
- 치춘현(蕲春县)
- 황메이현(黄梅县)
- 퇀펑현(团风县)

## 출신 인물
- 이선념: 홍안현 출신